# Partisanskoje (Kaliningrad, Bagrationowsk)
Partisanskoje (russisch Партизанское, deutsch Schönmohr) ist ein Ort in der russischen Oblast Kaliningrad (Gebiet Königsberg (Preußen)). Er gehört zur Niwenskoje selskoje posselenije (Landgemeinde Niwenskoje (Wittenberg)) im Rajon Bagrationowsk (Kreis Preußisch Eylau).

## Geographische Lage
Partisanskoje liegt 20 Kilometer südöstlich von Kaliningrad (Königsberg), und bis zur Rajonshauptstadt Bagrationowsk (Preußisch Eylau) sind es 27 Kilometer. Durch den Ort verläuft eine Nebenstraße, die Niwenskoje (Wittenberg) an der russischen Fernstraße A 195 (ehemalige deutsche Reichsstraße 128) mit Lugowoje (Gutenfeld) an der Fernstraße A 196 (Reichsstraße 131) verbindet. Nordöstlich des Ortes verläuft die Grenze zum Rajon Gurjewsk.
Die nächste Bahnstation ist Lugowoje an der Strecke von Kaliningrad nach Tschernjachowsk (Insterburg) und Nesterow (Stallupönen, 1938–1946 Ebenrode) zur Weiterfahrt nach Litauen, einem Teilstück der früheren Preußischen Ostbahn.

## Geschichte
Das einst Schönmohr genannte Dorf wurde im Jahre 1874 in den Amtsbezirk Friedrichstein (heute russisch: Kamenka) eingegliedert. Er lag im Landkreis Königsberg (1939–1946: Landkreis Samland) im Regierungsbezirk Königsberg der preußischen Provinz Ostpreußen. Im Jahre 1910 lebten im Gutsbezirk Schönmohr 94, in der Landgemeinde Schönmohr 229 Einwohner.
Am 30. September 1928 wurden Teile der benachbarten Gutsbezirke Borchersdorf (heute russisch: Selenopolje), Schanwitz (Koslowka) und Schönwiese (nicht mehr existent) sowie des eigenen Gutsbezirks Schönmohr in die dadurch neu gestaltete Landgemeinde Schönmohr eingegliedert. Am 14. Mai 1930 gliederte man Schönmohr aus dem Amtsbezirk Friedrichstein  in den neu gebildeten Amtsbezirk Borchersdorf (Selenopolje) um, zu dem bis 1945 außer Borchersdorf und Schönmohr dann auch noch Weißenstein (Marijskoje) gehörte.
Schönmohr mit dem Ortsteil Thomsdorf Wald zählte im Jahre 1933 329 Einwohner, 1939 waren es 297.
Infolge des Zweiten Weltkrieges kam Schönmohr mit dem ganzen nördlichen Ostpreußen zur Sowjetunion und erhielt 1947 den russischen Namen „Partisanskoje“. Außerdem „wechselte“ es vom Landkreis Königsberg bzw. Samland in den Rajon Bagrationowsk (Kreis Preußisch Eylau). Bis zum Jahre 2009 war der Ort in den Niwenski sowjet (Dorfsowjet Niwenskoje (Wittenberg)) eingegliedert und ist seither – aufgrund einer Struktur- und Verwaltungsreform – eine als „Siedlung“ (russisch: possjolok) eingestufte Ortschaft innerhalb der neu gebildeten Niwenskoje selskoje posselenije (Landgemeinde Niwenskoje).

## Kirche
Der weitaus größte Teil der Einwohnerschaft Schönmohrs war vor 1945 evangelischer Konfession. Das Dorf war in das Kirchspiel Borchersdorf (heute russisch: Selenopolje) eingepfarrt, das zum Kirchenkreis Königsberg-Land I innerhalb der Kirchenprovinz Ostpreußen der Kirche der Altpreußischen Union gehörte. Letzter deutscher Geistlicher war Pfarrer Hellmuth Ollesch.
Heute liegt Partisanskoje im Einzugsbereich der in den 1990er Jahren neu entstandenen evangelisch-lutherischen Auferstehungskirche in Kaliningrad (Königsberg). Sie ist gleichzeitig die Hauptkirche der Propstei Kaliningrad in der Evangelisch-lutherischen Kirche Europäisches Russland (ELKER). 